# Tempel van Ops
De Tempel van Ops (Latijn: Aedes Opis) was een tempel in het Oude Rome.
De tempel was gewijd aan Ops, een van oorsprong Sabijnse godin van de vruchtbaarheid en de overvloed. In latere jaren werd zij gelijkgesteld aan de Griekse godin Rhea en was de vrouw van Saturnus. Het heiligdom stond op de Capitool, waarschijnlijk op de Capitolium heuveltop bij de Tempel van Jupiter Optimus Maximus. De inwijding was in een onbekend jaar op 25 augustus, de dag dat het Opiconsivia festival werd gevierd. De oudst bekende vermelding van de tempel stamt uit 186 v.Chr. toen de bliksem in de tempel insloeg, wat destijds als een goddelijk teken werd beschouwd. De Tempel van Ops was vermaard, omdat Julius Caesar hier de staatsschat van 700 miljoen sestertii liet bewaren. Tegen de muren van de tempel werden Militaire diploma’s bevestigd en mogelijk werden de standaard gewichten er bewaard.
In de tweede helft van de 2e eeuw v. Chr wijdde Lucius Caecilius Metellus Dalmaticus een tempel aan Ops Opifer. Dit was waarschijnlijk een restauratie van de bestaande tempel op de Capitolijn, maar kan ook op het Forum Romanum hebben gestaan, waar Ops ook werd vereerd in de Regia.

## Referentie
- S.B. Platner, A topographical dictionary of ancient Rome, London 1929. Art. Aedes Opis